# Philippe Neau-Leduc
 (décembre 2019).
Philippe Neau-Leduc, né le 6 février 1965 à Ugine (Savoie) et mort le 11 juillet 2015 à Lège-Cap-Ferret, est un professeur de droit privé et avocat français.

## Biographie
Agrégé de droit privé en 2001, il enseigne successivement à l'université de Perpignan, à l'université Montpellier 1 et à l'université Panthéon-Sorbonne.
Il est conseiller municipal de la commune de Palavas-les-Flots, délégué au tourisme, dans l'équipe de Christian Jeanjean.